# Mirim Lee
Mirim Lee (Zuid-Korea, 25 oktober 1990), ook gekend als Lee Mi-rim, is een Zuid-Koreaanse golfprofessional die golft op de LPGA Tour.

## Loopbaan
In 2009 werd Lee golfprofessional. In 2010 maakte ze haar debuut op de LPGA of Korea Tour. In juni 2011 behaalde ze daar haar eerste zege door de S-Oil Champions Invitational te winnen. In 2012 won ze op de Korea Tour het Kia Motors Korea Women's Open en tevens het belangrijkste golftoernooi op die tour. Tussendoor golfte ze af en toe op de Ladies Asian Golf Tour waar ze in januari 2011 haar eerste profzege behaalde door het TLPGA & Royal Open te winnen.
In eind 2013 kon Lee via de "LPGA Final Qualifying Tournament" kwalificeren voor de LPGA Tour. In 2014 maakte ze haar debuut op de LPGA Tour waar ze in augustus haar eerste LPGA-zege behaalde door de Meijer LPGA Classic te winnen. Ze won de play-off van Inbee Park.

## Prestaties

### Professional
LPGA Tour
| Nr. | Datum            | Toernooi               | Score           | Score | Info                           |
| --- | ---------------- | ---------------------- | --------------- | ----- | ------------------------------ |
| 1   | 10 augustus 2014 | Meijer LPGA Classic    | 70-64-67-69=270 | –14   | Won de play-off van Inbee Park |
| 2   | 5 oktober 2014   | Reignwood LPGA Classic | 70-68-70-69=277 | –15   |                                |

LPGA of Korea Tour
| Nr. | Datum            | Toernooi                      | Score           | Score | Info |
| --- | ---------------- | ----------------------------- | --------------- | ----- | ---- |
| 1   | 19 juni 2011     | S-Oil Champions Invitational  | 67-69-64=200    | –16   |      |
| 2   | 26 augustus 2012 | Kia Motors Korea Women's Open | 70-72-71-68=281 | –7    |      |
| 3   | 5 mei 2013       | KG-Edaily Ladies Open         | 72-68-69=209    | –9    |      |

Ladies Asian Golf Tour
| Nr. | Datum          | Toernooi           | Score        | Score | Info            |
| --- | -------------- | ------------------ | ------------ | ----- | --------------- |
| 1   | 8 januari 2011 | TLPGA & Royal Open | 77-67-69=213 | –3    | Eerste profzege |